# Frakcjonowanie
Frakcjonowanie – proces rozdziału składników mieszaniny (stałej, ciekłej, roztworu lub zawiesiny) w oparciu o różnice w ich właściwościach chemicznych lub fizycznych. 
U wyboru podstawowej strategii frakcjonowania stoi optimum pomiędzy ilością zbieranych frakcji (a co za tym idzie ich wielkością), a ich homogennością pod względem zadanego składnika (im więcej mniejszych frakcji, tym wzrasta ilość tych, które będą jednorodne pod względem składnika, ale wzrasta też stopień skomplikowania procesu). Frakcjonowanie umożliwia izolację więcej niż jednego składnika wyjściowego preparatu w jednym procesie. To odróżnia frakcjonowanie od innych podobnych technik separacyjnych.
Frakcjonowanie, jako proces technologiczny, jest powszechne w wielu gałęziach przemysłu i nauki. Mieszaniny gazów lub płynów są rozdzielanie w procesie destylacji frakcyjnej (np. ropa naftowa), przy wykorzystaniu różnic pomiędzy temperaturami wrzenia składników. Frakcjonowanie składników zachodzi także w każdym rodzaju chromatografii, gdzie rozdziela się składniki mieszaniny opierając się na ich różnicach w sile oddziaływań z fazą stacjonarną, a fazą ruchomą. W krystalizacji frakcyjnej i zamrażaniu frakcyjnym, składniki mieszaniny są rozdzielane w oparciu o różnicy w rozpuszczalności w danych temperaturach. We frakcjonowaniu komórkowym, składniki komórek są rozdzielane w oparciu o różnicę ich masy w procesie wirowania.
Frakcjonowanie, prócz zastosowań w przemyśle, jest także jedną z podstawowych procedur używanych w naukach biologicznych. Frakcjonowaniem jest np. rozdział krwi na jej składniki (osocze, krwinki), czy wydzielanie białek z roztworu (przy produkcji szczepionek).